# Football Club Locarno 2012-2013
Questa voce raccoglie le informazioni riguardanti il Football Club Locarno nelle competizioni ufficiali della stagione 2012-2013.

## Stagione
Nella stagione 2012-2013 il Locarno, allenato da Stefano Maccoppi, concluse il campionato di Challenge League al 10º posto. In Coppa Svizzera il Locarno fu eliminato agli ottavi di finale dal Basilea.

## Rosa
| N. |                     | Ruolo | Calciatore           |
| -- | ------------------- | ----- | -------------------- |
| 1  | Svizzera (bandiera) | P     | Miodrag Mitrovič     |
| 1  | Svizzera (bandiera) | P     | Ulisse Pelloni       |
| 5  | Svizzera (bandiera) | D     | Olindo Regazzi       |
| 6  | Svizzera (bandiera) | D     | Marco Varga          |
| 7  | Svizzera (bandiera) | C     | Carlo Polli          |
| 8  | Svizzera (bandiera) | C     | Marko Bičvić         |
| 8  | Turchia (bandiera)  | C     | Ali Imren            |
| 9  | Croazia (bandiera)  | C     | Mate Bilinovac       |
| 13 | Svizzera (bandiera) | D     | Bruno Martignoni     |
| 14 | Camerun (bandiera)  | D     | Amos Ngan            |
| 16 | Svizzera (bandiera) | C     | Matteo Tramèr        |
| 17 | Serbia (bandiera)   | C     | Aleksandar Milošević |

| N. |                           | Ruolo | Calciatore         |
| -- | ------------------------- | ----- | ------------------ |
| 17 | Costa d'Avorio (bandiera) | C     | Brahima Touré      |
| 18 | Croazia (bandiera)        | P     | Mario Lučić        |
| 19 | Argentina (bandiera)      | A     | Nicolás Mazzola    |
| 20 | Italia (bandiera)         | D     | Luca Giaccari      |
| 20 | Italia (bandiera)         | C     | Daniel Carrara     |
| 21 | Svizzera (bandiera)       | D     | Michele Monighetti |
| 22 | Italia (bandiera)         | C     | Luca Spini         |
| 22 | Kosovo (bandiera)         | A     | Drilon Paçarizi    |
| 23 | Svizzera (bandiera)       | D     | Daniel Panizzolo   |
| 23 | Argentina (bandiera)      | C     | José Casanave      |
| 27 | Svizzera (bandiera)       | C     | Miki Jovanov       |

## Organigramma societario
Area tecnica
- Allenatore: Stefano Maccoppi
- Allenatore in seconda: Alan Gaggetta
- Preparatore dei portieri: Ivan Dellamora
- Preparatori atletici:

## Calciomercato

### Sessione estiva
| Acquisti | Acquisti       | Acquisti   | Acquisti |
| R.       | Nome           | da         | Modalità |
| -------- | -------------- | ---------- | -------- |
| A        | Edo            | Hammam Lif |          |
| C        | Marko Bičvić   | Basilea II |          |
| C        | Mate Bilinovac | Biaschesi  |          |
| C        | Ali Imren      | Zurigo II  |          |

| Cessioni | Cessioni                 | Cessioni    | Cessioni |
| R.       | Nome                     | a           | Modalità |
| -------- | ------------------------ | ----------- | -------- |
| D        | Pablo Caballero González | Botev Vraca |          |
| A        | Armando Sadiku           | Lugano      |          |
| C        | Charyl Chappuis          | Lugano      |          |
| D        | Saulo Decarli            | Chiasso     |          |
| C        | Mariano Hassell          | Vaduz       |          |
| C        | Andrea Maccoppi          | Vaduz       |          |
| D        | Vladan Milosevic         | Vaduz       |          |

### Sessione invernale
| Acquisti | Acquisti | Acquisti | Acquisti |
| R.       | Nome     | da       | Modalità |
| -------- | -------- | -------- | -------- |

| Cessioni | Cessioni    | Cessioni   | Cessioni |
| R.       | Nome        | a          | Modalità |
| -------- | ----------- | ---------- | -------- |
| A        | Simone Rapp | Basilea II |          |

## Risultati

### Challenge League

#### Prima fase, girone di andata
| Arbitro: | Huwiler |

|  |           |                                                         |
|  | Marcatori | 43’, 56’ Kuzmanovic 60’ Sereinig 61’ Radice 85’ Katanha |

| Arbitro: | Schärer |

|           |           |              |
| Antić 23’ | Marcatori | 63’ Paçarizi |

| Arbitro: | San |

|                          |           |  |
| Zarković 63’ Trípodi 86’ | Marcatori |  |

| Lugano 4 agosto 2012, ore 19:45 CEST 4ª giornata | Lugano   | 0 – 0 referto | Locarno | Stadio di Cornaredo (3 070 spett.)\| Arbitro: \| Klossner \| |
| Arbitro:                                         | Klossner |               |         |                                                              |

| Arbitro: | Schnyder |

|                                   |           |                            |
| Siegfried 28’ (aut.) Paçarizi 45’ | Marcatori | 71’ (rig.) Doudin 90’ Egli |

| Arbitro: | San |

|                          |           |          |
| Ciarrocchi 45’ Yakın 65’ | Marcatori | 50’ Rapp |

| Arbitro: | Zimmermann |

|  |           |                                      |
|  | Marcatori | 11’ Muslin 50’ Kilafu 72’ Holenstein |

| Arbitro: | Erlachner |

|           |           |  |
| Yerly 26’ | Marcatori |  |

| Arbitro: | Pache |

|              |           |  |
| Paçarizi 45’ | Marcatori |  |

#### Prima fase, girone di ritorno
| Arbitro: | Studer |

|  |           |          |
|  | Marcatori | 4’ Callà |

| Arbitro: | Erlachner |

|                                     |           |           |
| Cerrone 36’ Audino 39’ Mouangue 59’ | Marcatori | 54’ Imren |

| Arbitro: | Jancevski |

|             |           |                                  |
| Mazzola 90’ | Marcatori | 16’ Yerly 65’ Đurić 67’ Tarchini |

| Arbitro: | San |

|                        |           |                     |
| Radice 20’ Lüscher 39’ | Marcatori | 89’ (rig.) Paçarizi |

| Arbitro: | Graf |

|  |           |                                 |
|  | Marcatori | 13’ Sulmoni 90’ (rig.) Magnetti |

| Wohlen 3 novembre 2012, ore 17:45 CET 15ª giornata | Wohlen  | 0 – 0 referto | Locarno | Stadion Niedermatten (1 070 spett.)\| Arbitro: \| Huwiler \| |
| Arbitro:                                           | Huwiler |               |         |                                                              |

| Arbitro: | San |

|  |           |          |
|  | Marcatori | 83’ Sara |

| Arbitro: | Pache |

|  |           |                                    |
|  | Marcatori | 32’ (rig.) Sadiku 76’, 90’ Bottani |

| Arbitro: | Huwiler |

|            |           |         |
| Safari 79’ | Marcatori | 63’ Edo |

#### Seconda fase, girone di andata
| Arbitro: | Schärer |

|  |           |                           |
|  | Marcatori | 34’ Russo 42’, 86’ Sadiku |

| Arbitro: | Winter |

|                 |           |                              |
| Milani 81’, 87’ | Marcatori | 20’ (aut.) Mveng 23’ Mazzola |

| Arbitro: | Schärer |

|                          |           |                                       |
| Paçarizi 83’ Mazzola 88’ | Marcatori | 26’ Holenstein 39’ Cerrone 76’ Audino |

| Bellinzona 2 marzo 2013, ore 17:45 CET 22ª giornata | Bellinzona | 0 – 0 referto | Locarno | Stadio comunale (1 920 spett.)\| Arbitro: \| Erlachner \| |
| Arbitro:                                            | Erlachner  |               |         |                                                           |

| Arbitro: | San |

|  |           |             |
|  | Marcatori | 90’ Germann |

| Arbitro: | Huwiler |

|  |           |                                      |
|  | Marcatori | 22’ (aut.) Monighetti 60’, 89’ Callà |

| Arbitro: | Amhof |

|                                     |           |             |
| Daud 16’ Pimenta 25’ Mihajlović 31’ | Marcatori | 10’ Mazzola |

| Arbitro: | Jancevski |

|                            |           |                                        |
| Aratore 52’ Kuzmanovic 90’ | Marcatori | 55’ Monighetti 59’ Varga 64’ Bilinovac |

| Arbitro: | Winter |

|  |           |              |
|  | Marcatori | 36’ Abegglen |

#### Seconda fase, girone di ritorno
| Arbitro: | Schärer |

|              |           |                         |
| Paçarizi 90’ | Marcatori | 54’ Mustafi 85’ Bijelić |

| Arbitro: | Schnyder |

|                                                      |           |  |
| Varga 40’ (aut.) Germann 55’ Ukoh 59’ Sejmenović 79’ | Marcatori |  |

| Arbitro: | Jassim |

|            |           |              |
| Bebeto 22’ | Marcatori | 5’ Bilinovac |

| Arbitro: | Huwiler |

|                        |           |                                                         |
| Paçarizi 61’ Touré 63’ | Marcatori | 6’, 13’ Ciarrocchi 12’, 49’ Rodríguez 40’ Yakın 85’ Pak |

| Arbitro: | Erlachner |

|                                   |           |  |
| Callà 62’ Staubli 76’ Schultz 82’ | Marcatori |  |

| Arbitro: | Jancevski |

|              |           |                        |
| Bilinovac 9’ | Marcatori | 25’ Dudar 65’ Gherardi |

| Arbitro: | Schnyder |

|  |           |                                      |
|  | Marcatori | 29’ Touré 60’ Bilinovac 88’ Paçarizi |

| Arbitro: | Fähndrich |

|                                         |           |                        |
| Vuleta 29’ (rig.) Holenstein 47’ (rig.) | Marcatori | 67’ Paçarizi 76’ Spini |

| Arbitro: | Gut |

|                         |           |             |
| Bičvić 33’ Paçarizi 67’ | Marcatori | 57’ Aratore |

### Coppa Svizzera
| 15 settembre 2012, ore 17:30 CEST Primo turno | Thierrens | 2 – 3 | Locarno |  |

| 11 novembre 2012, ore 14:30 CET Secondo turno | Cham | – | Locarno |  |

| 9 dicembre 2012, ore 14:30 CET Ottavi di finale | Locarno | 2 – 3 | Basilea |  |

## Statistiche

### Statistiche di squadra
| Competizione     | Punti | In casa | In casa | In casa | In casa | In casa | In casa | In trasferta | In trasferta | In trasferta | In trasferta | In trasferta | In trasferta | Totale | Totale | Totale | Totale | Totale | Totale | DR  |
| Competizione     | Punti | G       | V       | N       | P       | Gf      | Gs      | G            | V            | N            | P            | Gf           | Gs           | G      | V      | N      | P      | Gf     | Gs     | DR  |
| ---------------- | ----- | ------- | ------- | ------- | ------- | ------- | ------- | ------------ | ------------ | ------------ | ------------ | ------------ | ------------ | ------ | ------ | ------ | ------ | ------ | ------ | --- |
| Challenge League | 24    | 18      | 3       | 1       | 14      | 15      | 39      | 18           | 2            | 8            | 8            | 17           | 29           | 36     | 5      | 9      | 22     | 32     | 68     | -36 |
| Coppa Svizzera   | -     | 1       | 0       | 0       | 1       | 2       | 3       | 1            | 1            | 0            | 0            | 3            | 2            | 2      | 1      | 0      | 1      | 5      | 5      | 0   |
| Totale           | 24    | 19      | 3       | 1       | 15      | 17      | 42      | 19           | 3            | 8            | 8            | 20           | 31           | 38     | 6      | 9      | 23     | 37     | 73     | -36 |

### Andamento in campionato
| Giornata  | 1 | 2 | 3 | 4 | 5 | 6  | 7  | 8  | 9 | 10 | 11 | 12 | 13 | 14 | 15 | 16 | 17 | 18 | 19 | 20 | 21 | 22 | 23 | 24 | 25 | 26 | 27 | 28 | 29 | 30 | 31 | 32 | 33 | 34 | 35 | 36 |
| --------- | - | - | - | - | - | -- | -- | -- | - | -- | -- | -- | -- | -- | -- | -- | -- | -- | -- | -- | -- | -- | -- | -- | -- | -- | -- | -- | -- | -- | -- | -- | -- | -- | -- | -- |
| Luogo     | C | T | T | T | C | T  | C  | T  | C | C  | T  | C  | T  | C  | T  | C  | C  | T  | C  | T  | C  | T  | C  | C  | T  | T  | C  | C  | T  | T  | C  | T  | C  | T  | T  | C  |
| Risultato | P | N | P | N | N | P  | P  | P  | V | P  | P  | P  | P  | P  | N  | P  | P  | N  | V  | N  | P  | N  | P  | P  | P  | V  | P  | P  | P  | N  | P  | P  | P  | V  | N  | V  |
| Posizione | 8 | 8 | 9 | 9 | 8 | 10 | 10 | 10 | 9 | 10 | 10 | 10 | 10 | 10 | 10 | 10 | 10 | 10 | 10 | 10 | 10 | 10 | 10 | 10 | 10 | 10 | 10 | 10 | 10 | 10 | 10 | 10 | 10 | 10 | 10 | 10 |

Legenda:

Luogo: C = Casa; T = Trasferta. Risultato: V = Vittoria; N = Pareggio; P = Sconfitta.

### Statistiche dei giocatori
| M. Bilinovac  | 22 | 4  | 2  | 0 |
| M. Bičvić     | 32 | 1  | 0  | 0 |
| P. Caballero  | 6  | 0  | 2  | 1 |
| D. Carrara    | 14 | 0  | 9  | 0 |
| J. Casanave   | 26 | 0  | 2  | 0 |
| A. Croce      | 2  | 0  | 0  | 0 |
| E. Edo        | 8  | 1  | 0  | 0 |
| L. Giaccari   | 0  | 0  | 0  | 0 |
| A. Imren      | 32 | 1  | 2  | 0 |
| M. Jovanov    | 0  | 0  | 0  | 0 |
| M. Lučić      | 0  | 0  | 0  | 0 |
| B. Martignoni | 34 | 0  | 7  | 0 |
| N. Mazzola    | 23 | 4  | 3  | 0 |
| A. Milošević  | 5  | 0  | 0  | 0 |
| M. Mitrovič   | 29 | 0  | 2  | 0 |
| M. Monighetti | 31 | 1  | 7  | 0 |
| A. Ngan       | 21 | 0  | 2  | 0 |
| D. Panizzolo  | 31 | 0  | 10 | 0 |
| D. Paçarizi   | 32 | 10 | 5  | 2 |
| U. Pelloni    | 9  | 0  | 0  | 0 |
| C. Polli      | 30 | 0  | 10 | 1 |
| S. Rapp       | 18 | 1  | 3  | 1 |
| O. Regazzi    | 20 | 0  | 2  | 0 |
| A. Sadiku     | 1  | 0  | 0  | 0 |
| K. Samina     | 1  | 0  | 0  | 0 |
| L. Spini      | 22 | 1  | 1  | 1 |
| L. Stasi      | 1  | 0  | 0  | 0 |
| B. Touré      | 12 | 2  | 3  | 0 |
| M. Tramèr     | 3  | 0  | 0  | 0 |
| M. Varga      | 21 | 1  | 2  | 0 |